# حسینیه جماران

ملاقات جمعی از فرماندهان سپاه پاسداران با سید روح‌الله خمینی در جماران

حسینیهٔ جماران حسینیه‌ای در تهران است که در کنار خانهٔ سید روح‌الله خمینی در جماران واقع شده است. سید روح‌الله خمینی سخنرانی‌های خود را از ۲۸ اردیبهشت ۱۳۵۹ تا ۱۳۶۸ در این حسینیه ایراد می‌کرد.

## پیشینه و تاریخچه

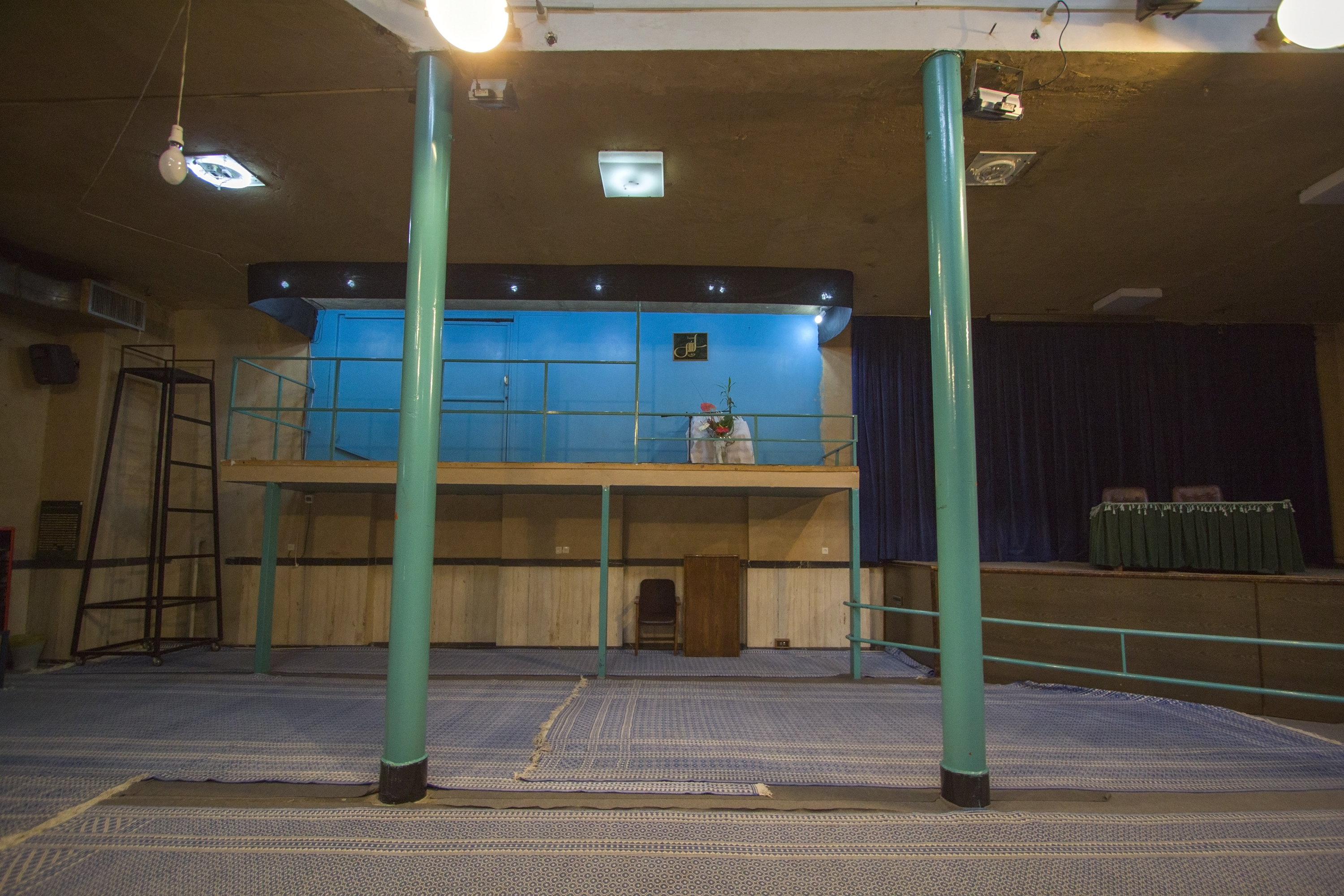
نمایی از حسینیه جماران

حسینیه جماران، یک بنای دو طبقه و به مساحت ۸۰۰ مترمربع است. تاریخ اولیه ساخت آن به سال ۱۲۳۲ خورشیدی بر می‌گردد. ابتدا سید ابراهیم جمارانی آن را وقف دهکده می‌کند و سپس در سال ۱۳۵۵ توسط اهالی بازسازی می‌شود. این حسینیه در سال ۱۳۵۸، از طرف سید مهدی امام‌جمارانی در اختیار سید روح‌الله خمینی قرار داده می‌شود. در تاریخ ۲۸ اردیبهشت ۱۳۵۹ سید روح‌الله خمینی از منطقهٔ دربند به جماران نقل مکان کرد و در مجاورت این حسینیه، اقامت گزید.
منزل سید روح‌الله خمینی و همچنین منزل دیگری در شرق آن حدود سال ۱۳۵۰ متعلق به صدیقه هاشمی علیا بود که بعداً به مالکیت سیداحمد مصطفوی و سپس برای استفاده سید روح‌الله خمینی به مالکیت سید احمد خمینی درآمد.

## موقعیت جغرافیایی
این منزل در منطقه‌ای کوهپایه‌ای با آب و هوای معتدل و مرطوب در دامنه کوه‌های البرز در ارتفاع ۱۷۰۰ متر از سطح دریا واقع شده‌است. این منزل در محله جماران و از شمال به کوه‌های البرز، از جنوب به خیابان شهید باهنر (نیاوران)، از غرب به خیابان یاسر و از شرق به خیابان جماران محدود است. این منزل با شیب ۱۰ و به علت چند اشکوبه بودن در طبقه بالا چشم‌انداز خوبی به شهر تهران دارد. حسینیه جماران واقع در میدان قدس، خیابان شهید دکتر باهنر (نیاوران)، خیابان یاسر، کوچه حسنی‌کیا است.

## کودتای نوژه
در جریان «عملیات نقاب» که به کودتای نوژه معروف شد، نخستین و مهمترین هدف، حملهٔ هوایی به منزل روح‌الله خمینی در حسینیه جماران و کشتن او بود. سرگرد خلبان فرخزاد جهانگیری و سروان خلبان حمید نعمتی با توجه به پدافند هوایی و شیب کوه جماران، داوطلب شده بودند تا در یک حمله انتحاری، جنگنده‌ها‌شان را به حسینیهٔ جماران بکوبند. 

## نگارستان

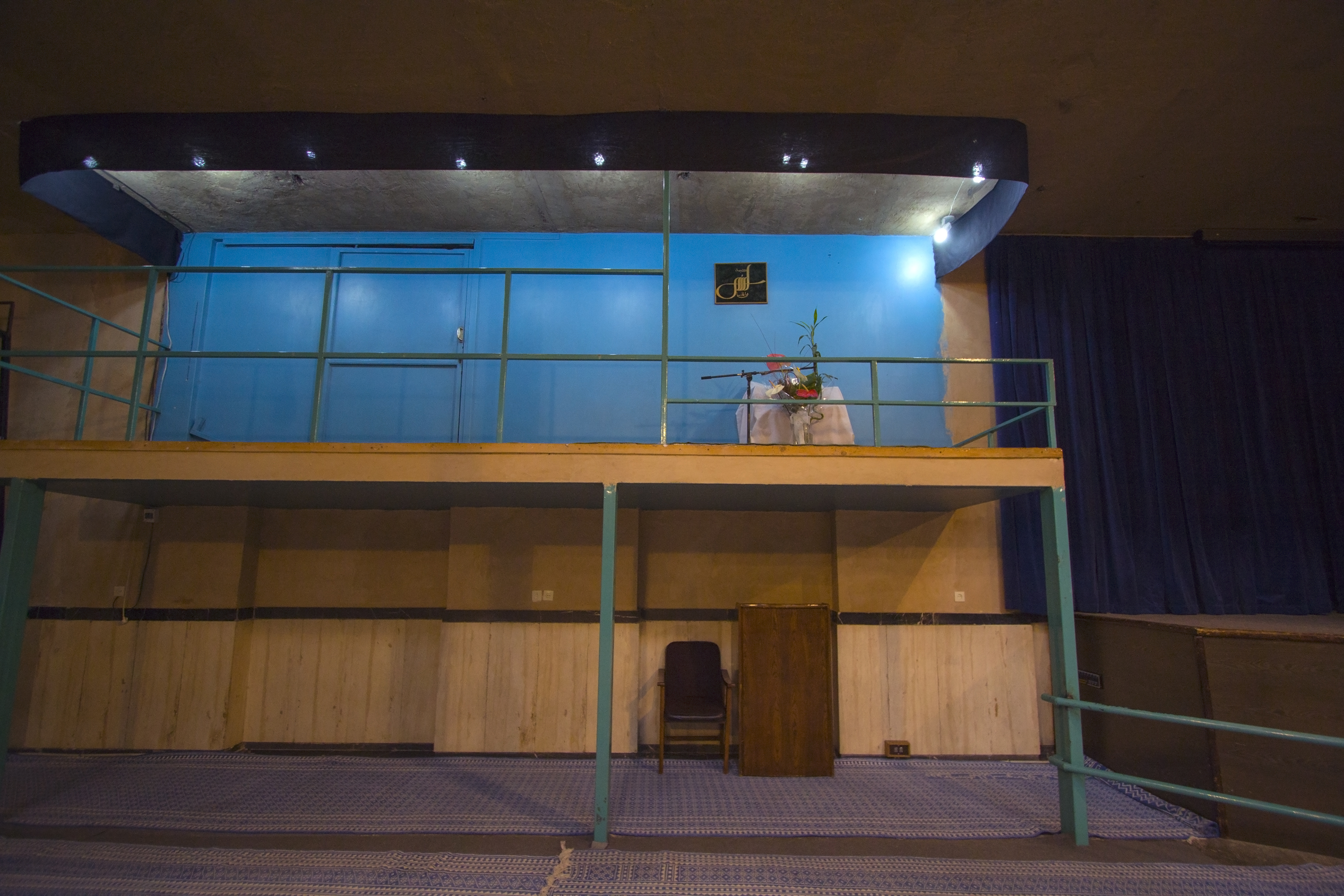
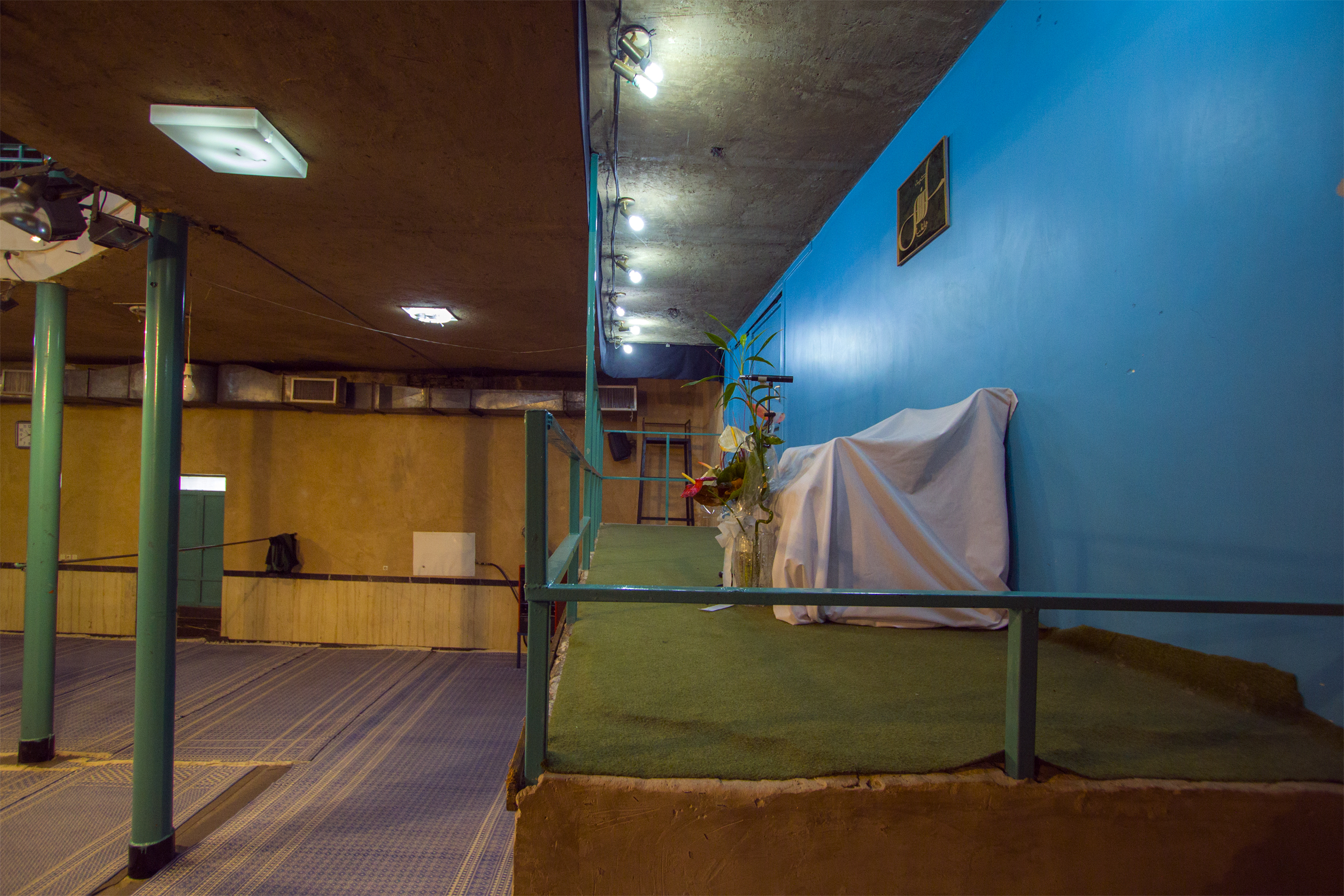
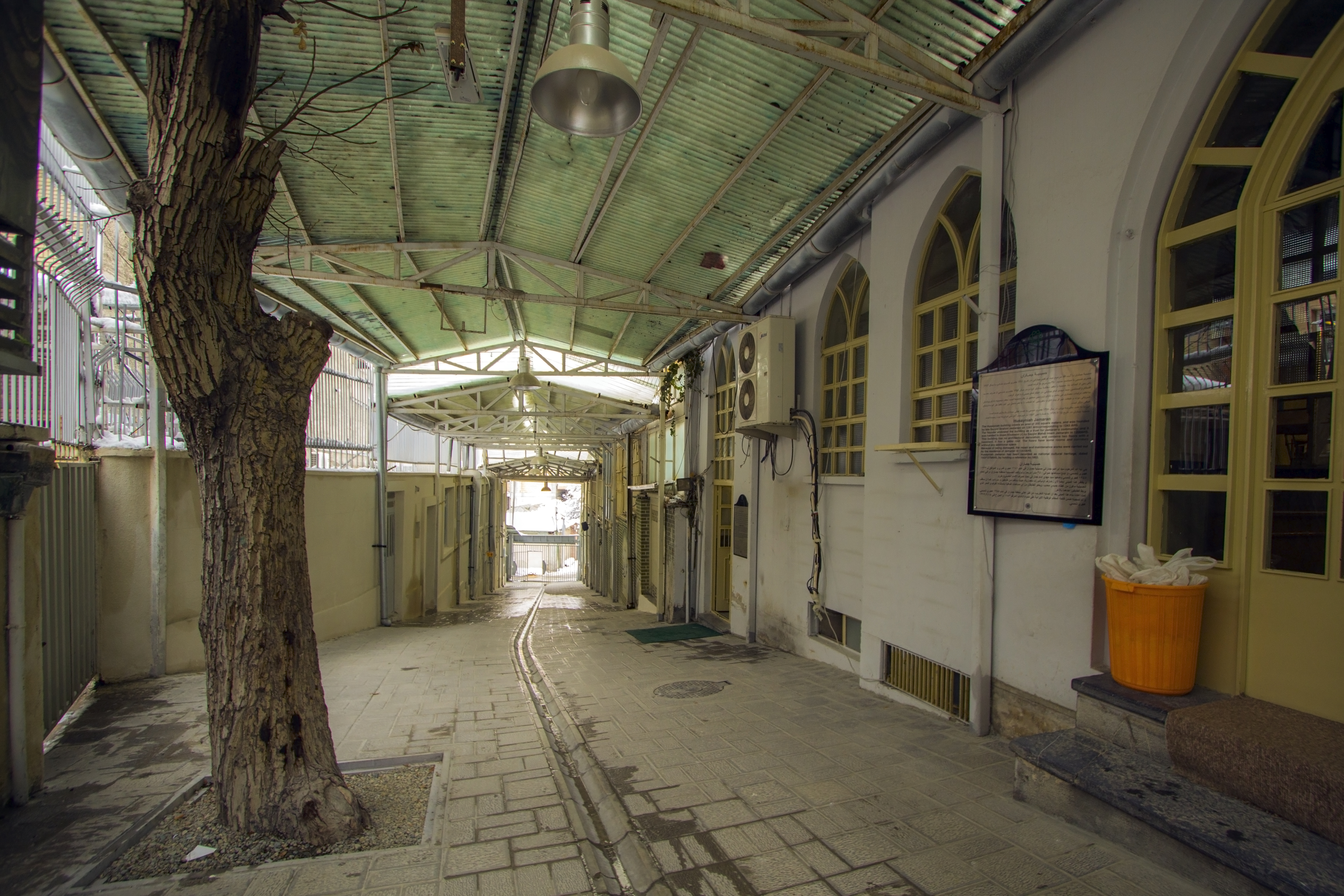
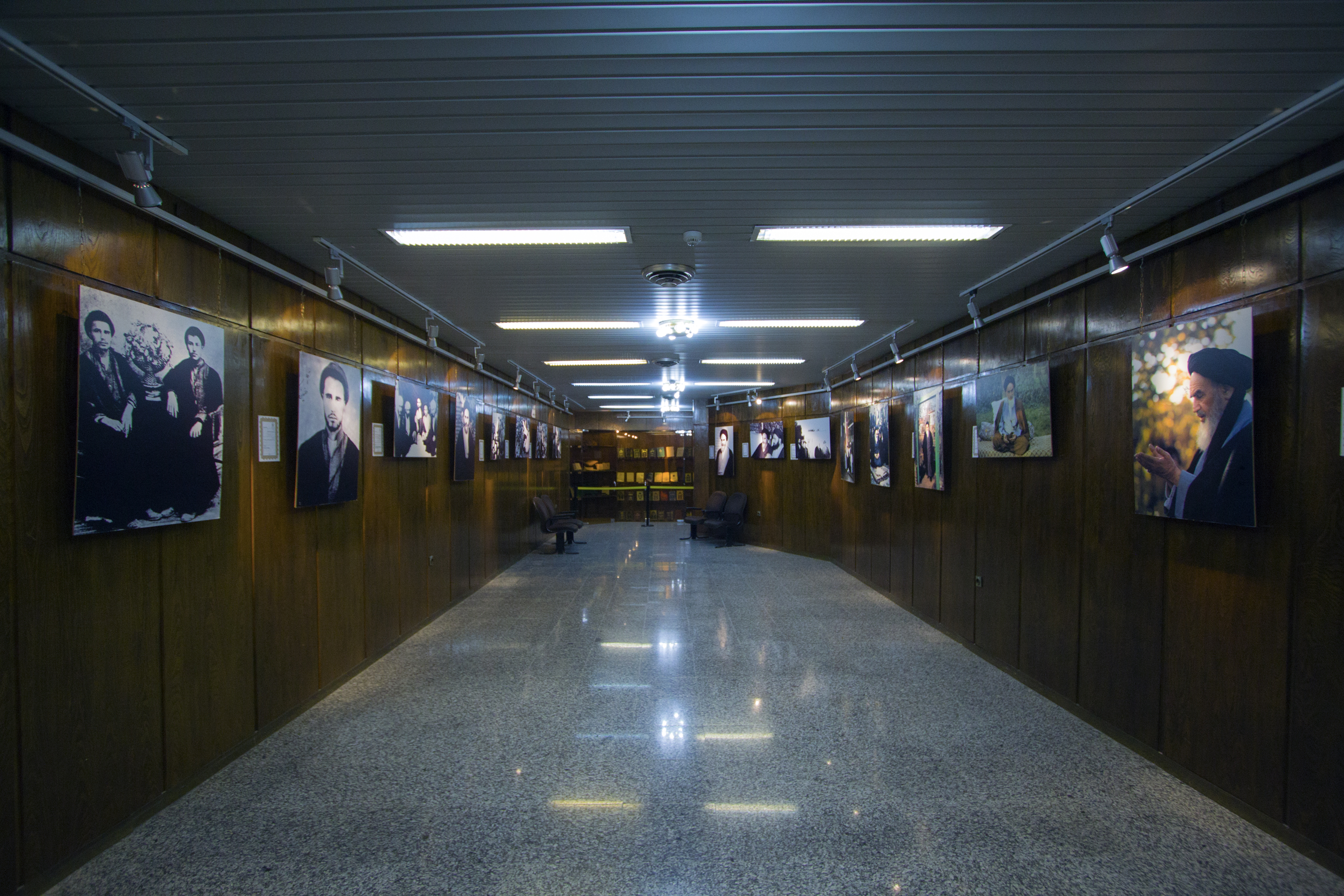
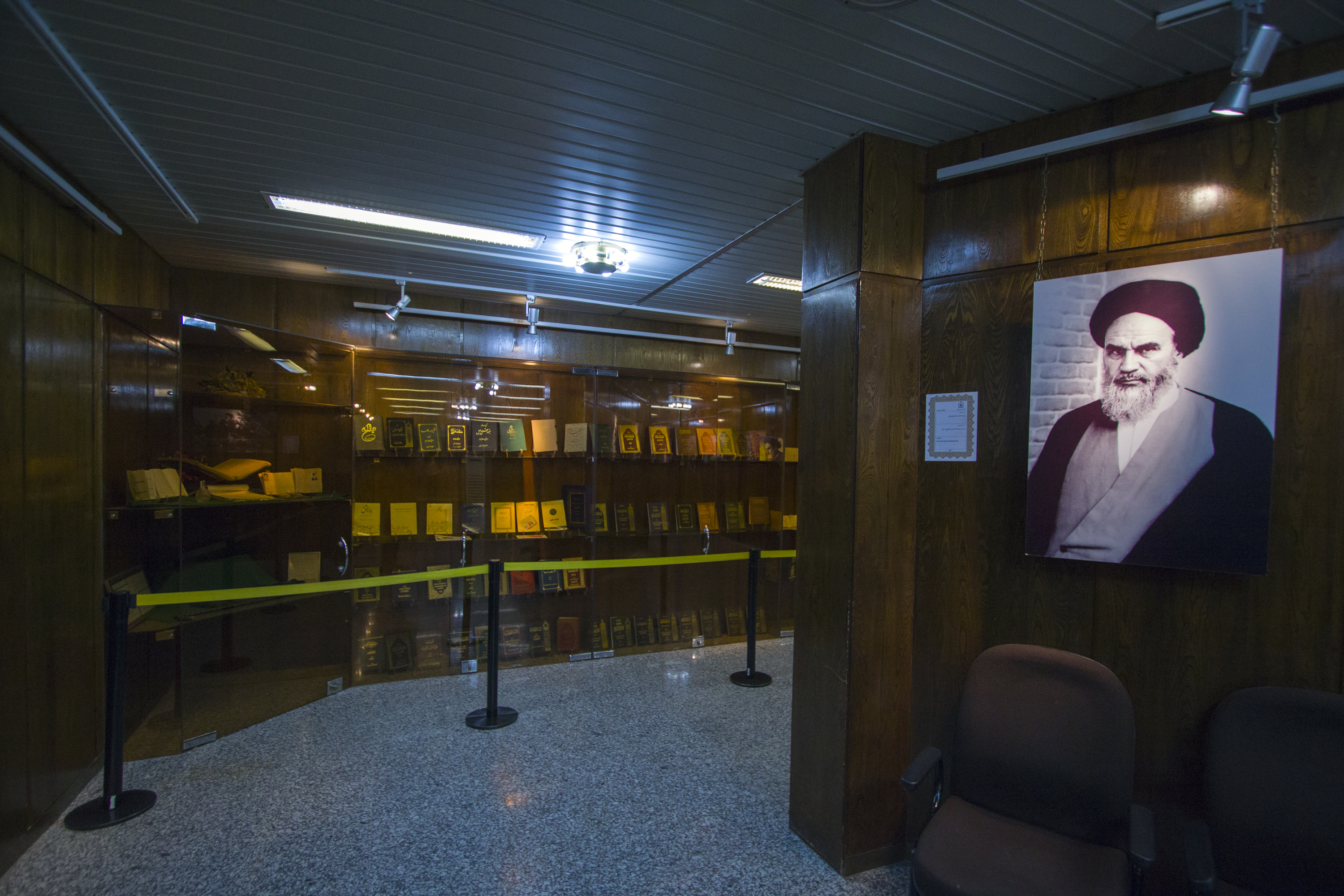
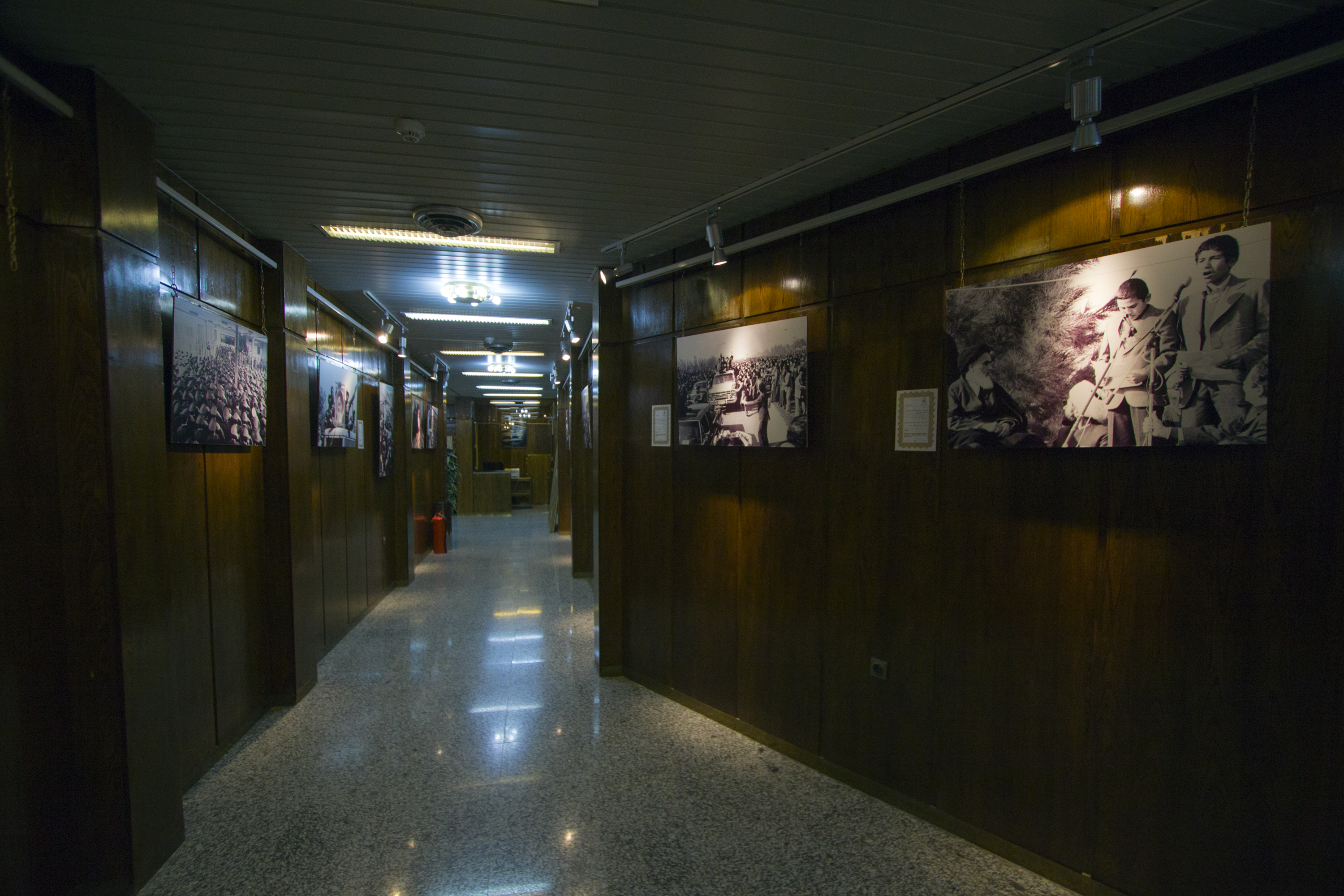
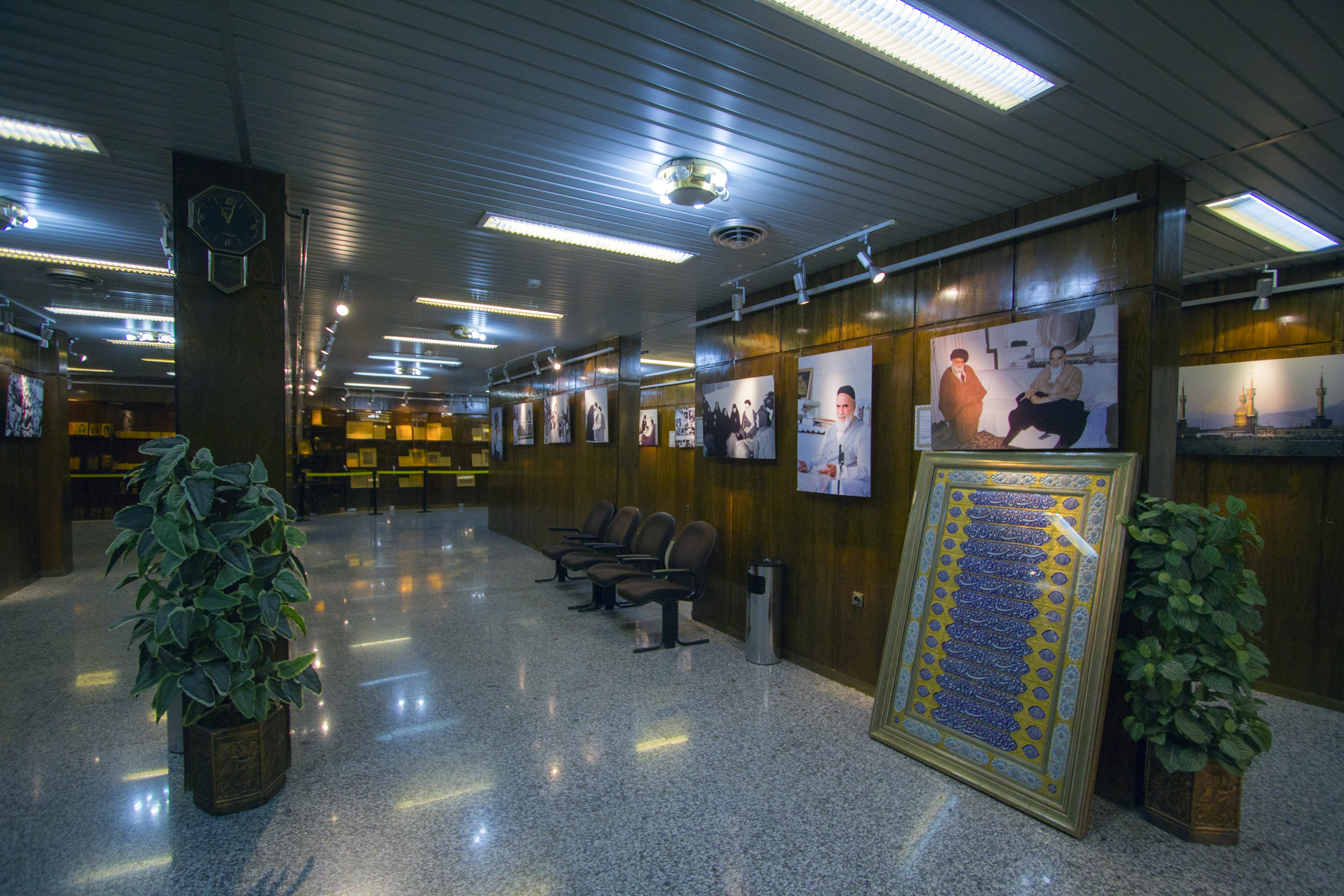
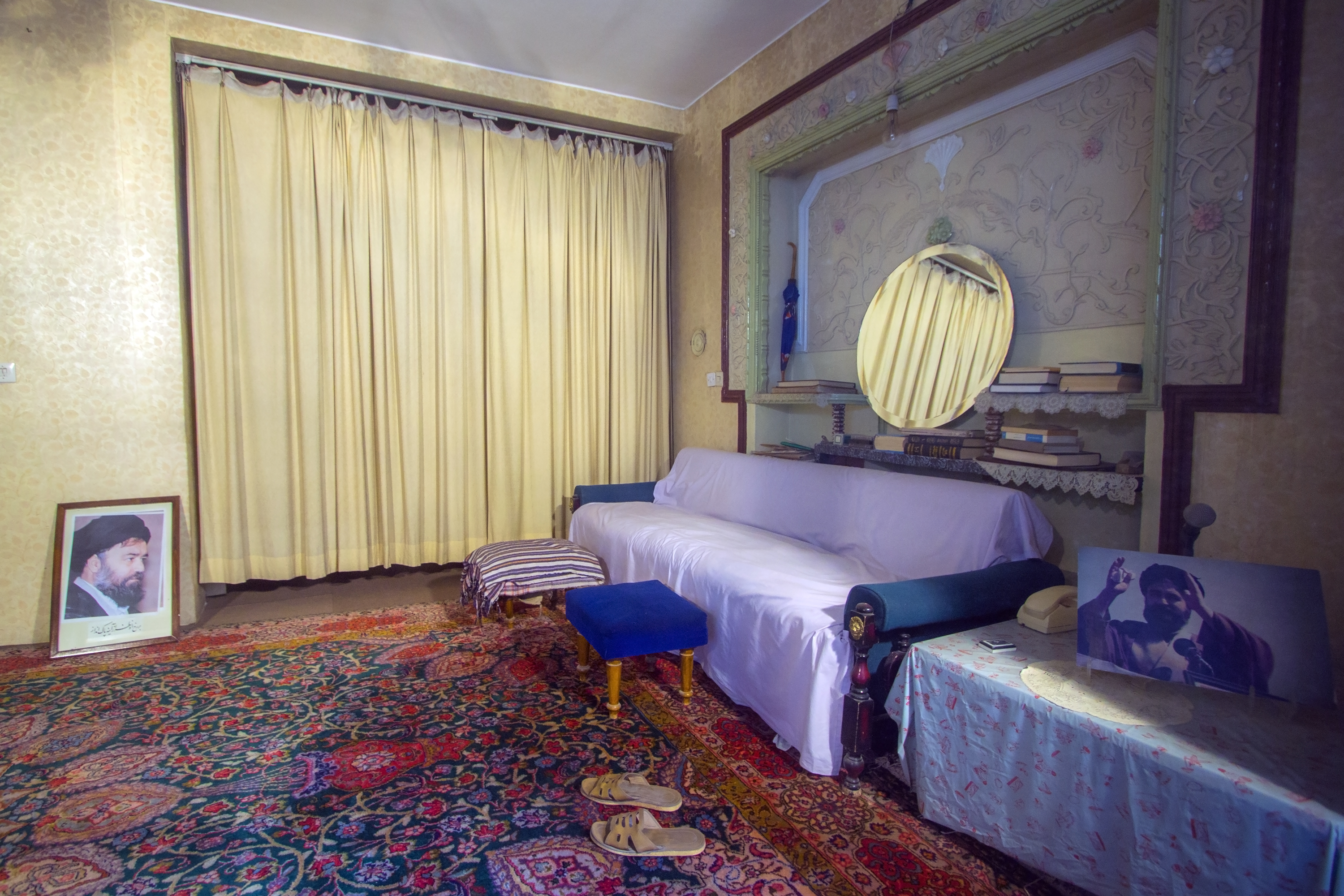
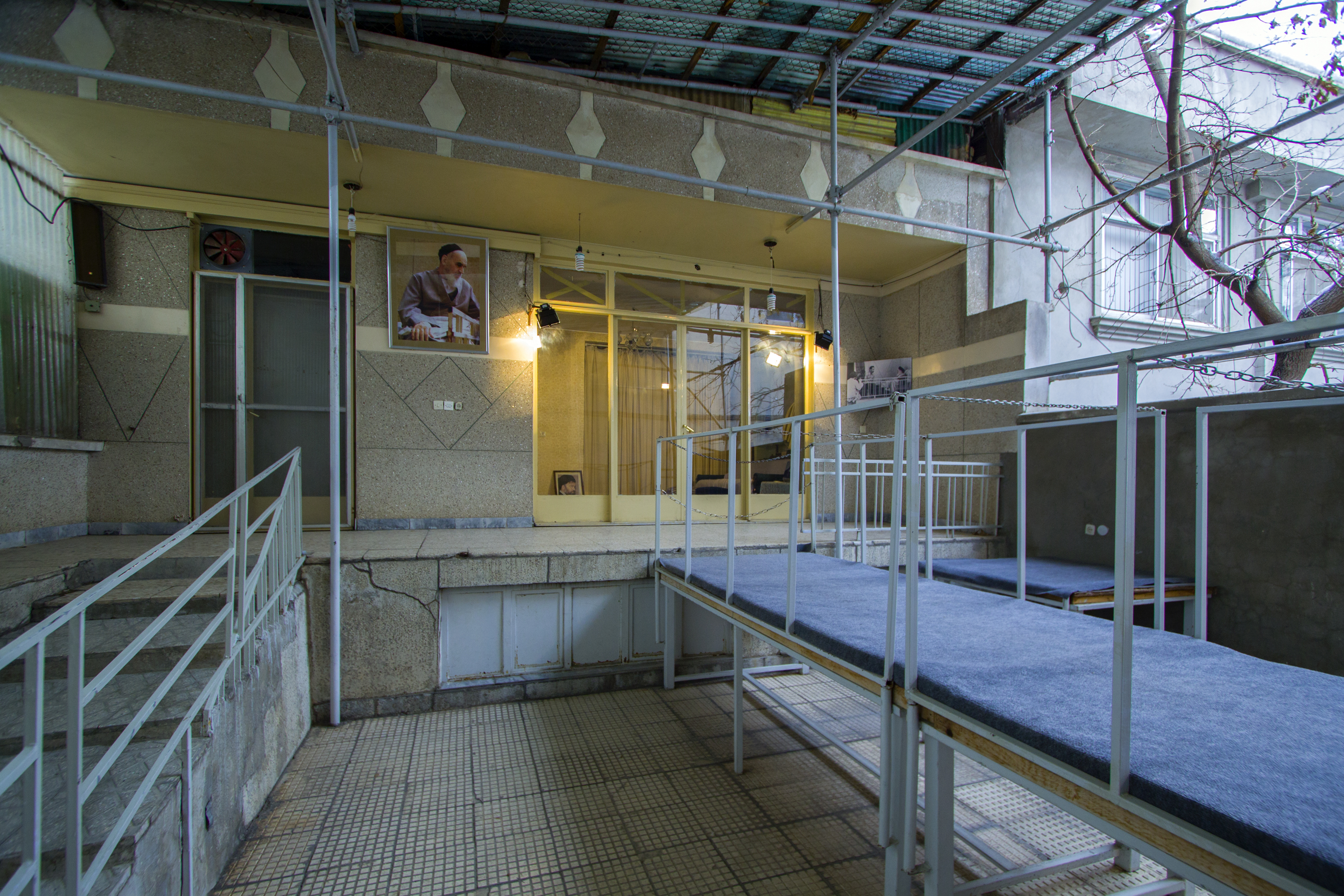